# زليج

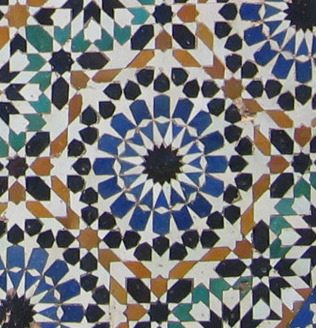
الزليج، الفسيفساء المغربي

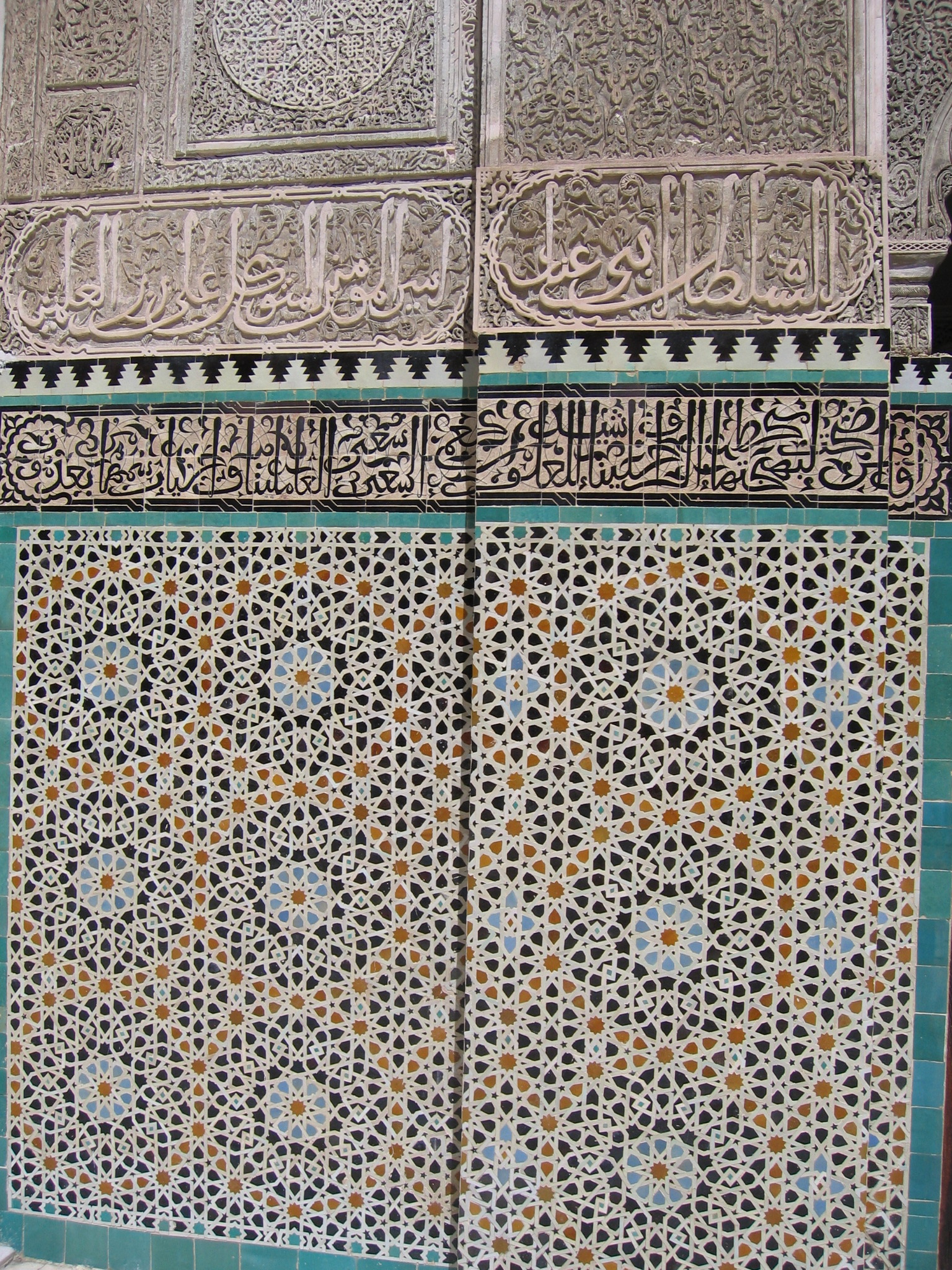
زلَيج مغربي، المدرسة أبو عنانية بفاس

الزلَيج هو فن عريق من بلاط فسيفسائي من أشكال فخارية هندسية مدقوقة قطعة بقطعة مركّبة في لوحة من الجبس. هذا النوع من الفن الإسلامي تطور في الأندلس والمغرب العربي، وهو من أهم خصائص المعمارية المغاربية. يتكون من فسيفساءات هندسية النمط، لتزيين الجدران والأسقف والنوافذ والأرصفة وأحواض السباحة والموائد.

## تسمية
كلمة زَليج صفةٌ تدلّ على الثبوت من زلِجَ، أي هي مرتبطة بالزلق، وهذا إشارة إلى طابع الزليج المرصوف الصقيل، ومن كلمة زليج تشتق كلمة أزوليجو (azulejo) في اللغتين البرتغالية والإسبانية وهي تشير إلى فن فخاري كذلك ولكنه يختلف عن الزليج الإسلامي ولو اشتق منه.

## تاريخ

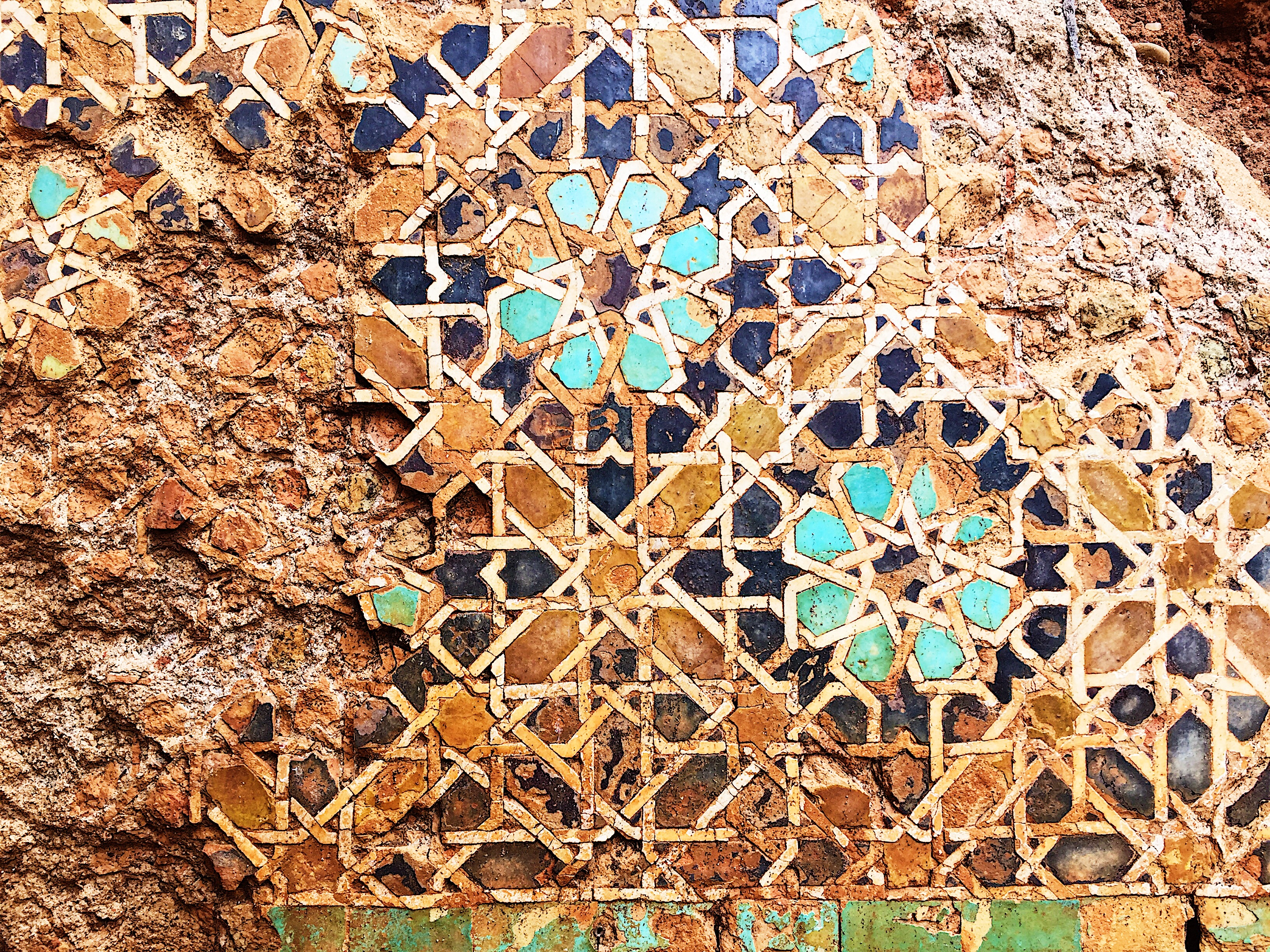
بقايا زليج على جدار في مسجد بموقع شالة في الرباط بني إبان حكم أبو يوسف يعقوب بن عبد الحق المريني واكتمل 1284.

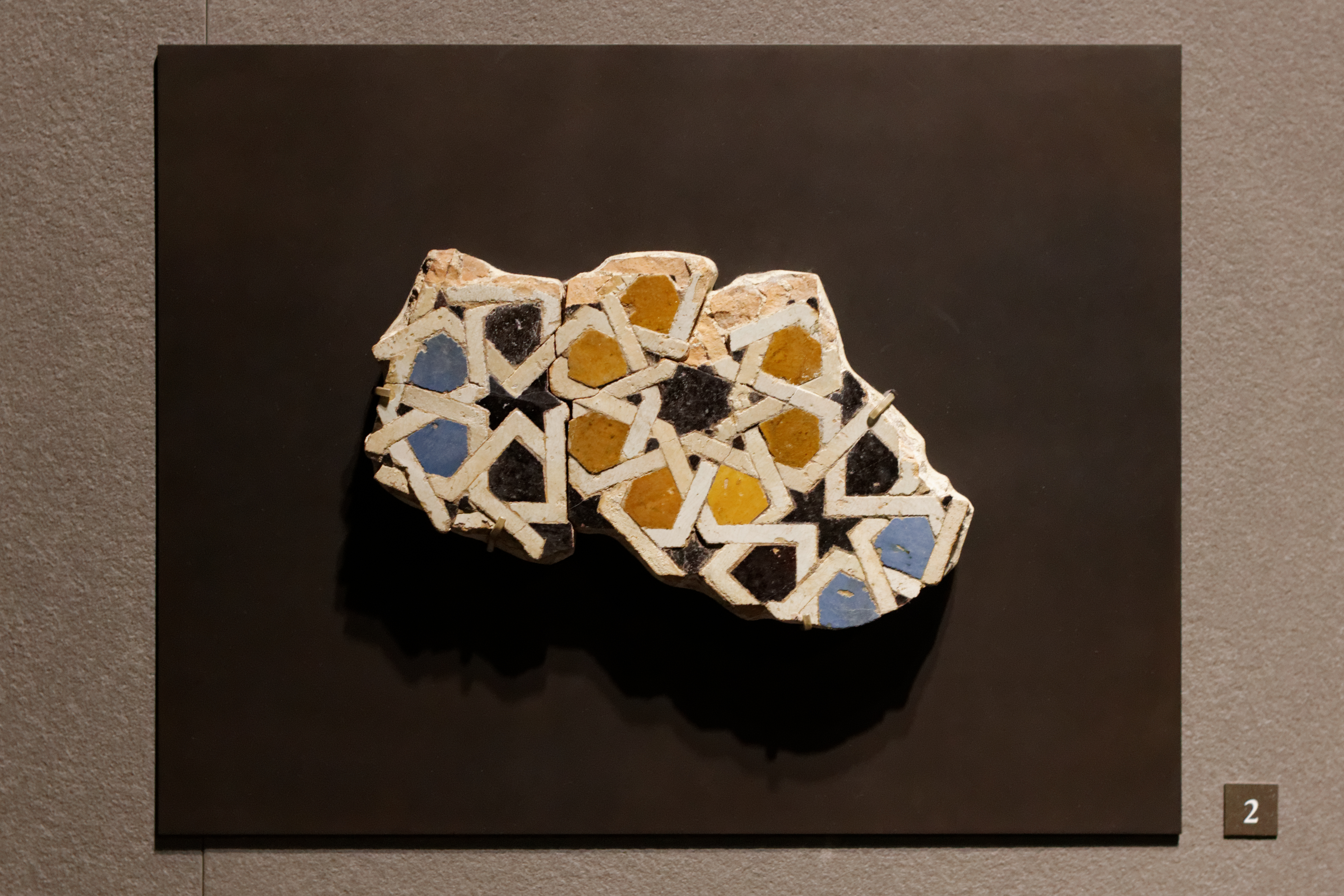
جزء من الزليج من تلمسان في الجزائر يعود تاريخه إلى القرن الرابع عشر متحف اللوفر

تطور فن الزليج في بلاد المغرب والأندلس في العصور الوسطى وخصوصاً منذ القرن الحادي عشر، وازدهر خلال حكم بني نصر وبني مرين عندما مع إدراج الألوان الأزرق والأخضر والأصفر، أدرج اللون الأحمر في القرن السابع عشر.
تظل مدن مثل فاس ومكناس وتلمسان مراكز لهذا الفن.

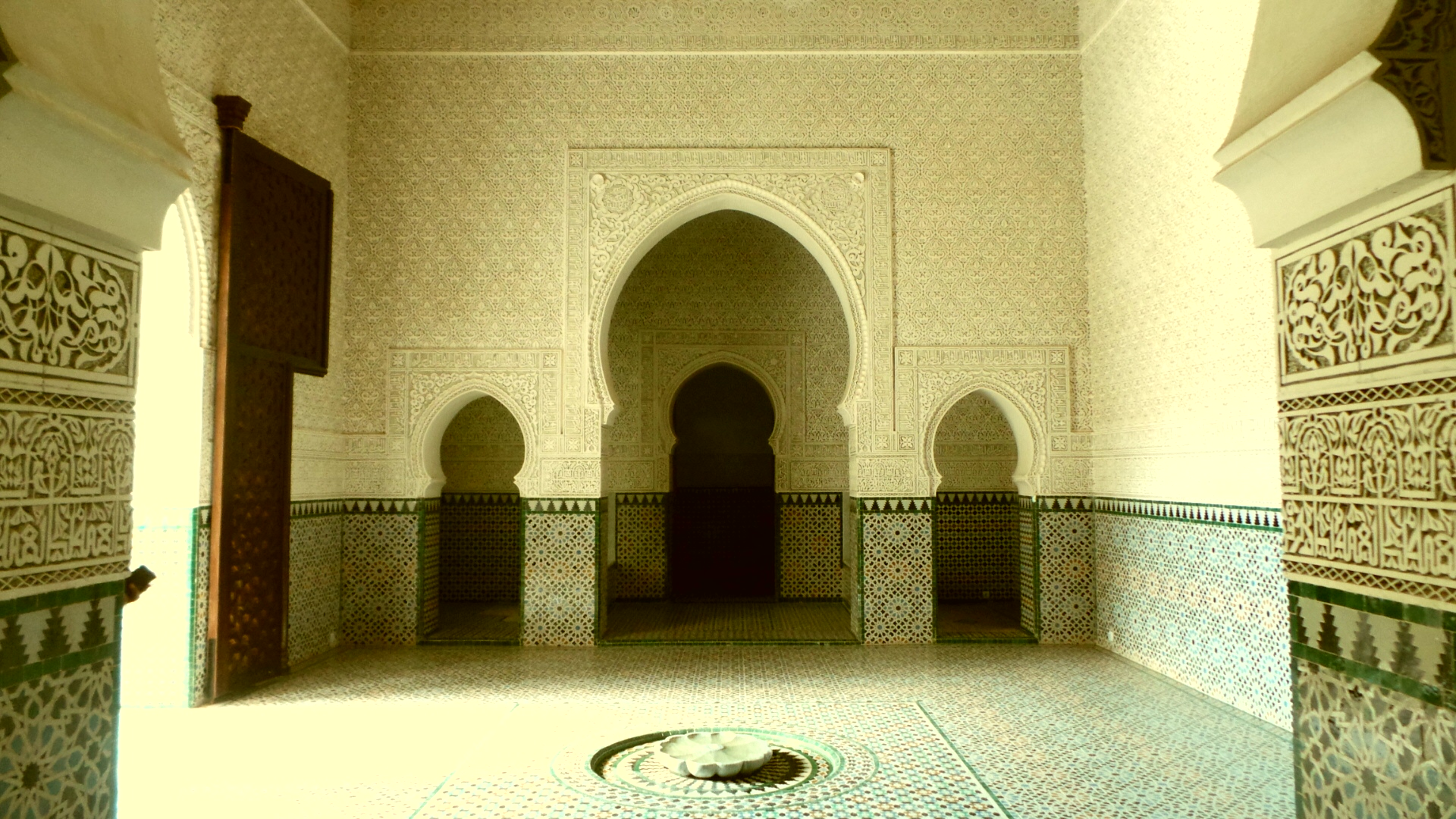
قصر المشوار هو جزء من القلعة التي تحمل نفس الاسم والتي بنيت عام 1145 على موقع الملك المرابط يوسف بن تاشفين.دولة الزيانين، تلمسان، الجزائر

يتميز الزليج بخصائص فنية وتقنية أكسبته شهرة كبيرة في الخليج وأروبا وأمريكا، ويكمن سر انتشار الزليج في كل المجتمعات كون الصنّاع استطاعوا التأقلم مع متغيرات العصر وفي نفس الوقت الاحتفاظ بطابعه سواء في صناعته أو شكله، ونظراً لخصوصيته يستقطب الزليج اهتمام الفنانين التشكيليّين والمهندسين المعماريين وعشاق التراث والأصالة. وقد عرفت هذه الصناعة انتعاشاً ملحوظاً في الفترة الأخيرة (القرن الحادي والعشربن) بالرغم من ارتفاع تكاليف إنشاء الزليج الذي قد يصل إلى 600 دولار للمتر المربع الواحد في أصناف معينة.
تعد صناعة الزليج من الأشكال الفنية الأكثر تعبيراً عن أصالة المعمار المغربي لكونه يعتمد على مواد أولية بسيطة وآليات بدائية وبالأساس مهارة وإبداع الصانع لتدخل في الهندسة المعمارية للقصور والمعالم التاريخية.
فالزليج هو منتج ذو خصوصية يجمع بين مكوناته الأولية المتواضعة ومهارة الصانع المغربي الذي يحترف هذه المهنة. فالأمر يتعلق بمربعات من الطين المجفف ببعد 10 سنتمتراً مربعاً طليت بطلاء لمّاع وقصّت ونحتت بلطف يدوياً بواسطة مطرقة حديدية مخصصة لهذا الغرض تسمى "المنقاش" لتجزء هذه المربعات إلى قطع صغيرة تسمى "الفرم". هذه الأخيرة تؤلف فيما بينها نسقاً يستجيب للقواعد ولرسوم وخطاطات مطابقة للأصول وتحترم كل قواعد الهندسة للفن الإسلامي.
إن هذه الأنساق ليست فسيفساء بل قطع موضوعة من الزليج جمعت فيما بينها بتنسيق لتمنح بتعدد ألوانها وأشكالها منظراً لافتاً على الجدران التي تغطيها والأدراج التي تشكلها والبوابات التي تكسوها، وأرصفة وبلاطات المساجد والقصور والإقامات الفخمة. ومن خصوصيات هذه الصناعة أنه بالإمكان إفشاء سر مكوناتها والمواد المستعملة فيها والوسائل التي تحتاجها وطرق العمل ولكن مع ذلك فكل هذا لا يكفي حيث أن طرق نقش الأجزاء الصغيرة ذات خصوصيات لا يمكن التوصل إليها إلا بالتدرج المهني حيث أنها تتطلب طرقات خاصة لا يعرفها إلا المتمرس عليها، فطرق التقطيع والنقش هما مفتاح السر في هذه الحرفة إضافة إلى مجموعة من الخصوصيات التي لا يمكن التوصل إليها إلا عبر مجموعة من التجارب والمهارات التي تكتسب من ذوي الخبرة في المجال.
إن الزلايجي لا يعتمد في هذه الحرفة إلا على مكونات وآليات قديمة فهو يحتاج إلى: الطين – الشمس – لوح خشبي – فرن خاص – ملونات معدنية – مطرقات خشبية خاصة وخبرة ومهارة كبيرتين. فصناعة الزليج صناعة تعتمد في أساسها على يد ومهارة الصانع للقيام بعمل لا يمكن للآلة أن تقوم به ذلك أن تركيب القطع الصغيرة للزليج أو ما يسمى "ب الفرم" بعد نحتها يتطلب حرفية وفنية وحس مرهف لا يمكن للآلة أن تقوم به، فهذا التشكيل والذي يعطي مجموعة من الأشكال والرسوم اللامتناهية، ذلك أنه بالاعتماد على رسم منسجم، المعلم الزلايجي يتوفر لتنفيذه على ما يناهز 300 شكل دون تنويع مسبق للألوان والأشكال.
إن صناعة الزليج هو بالضرورة عمل متكامل لمجموعة من الحرفيين كل من باب تخصصه، فهناك من هو متخصص بتهيئة المادة الأولية، ثم هناك من ينقشها، وهناك من هو متخصص بوضع الخطوط، وآخر بجمع القطع وغير ذلك من المهام…
إن ما يثير الانتباه حينما نشاهد الصناع في ورشات العمل أو في المحترفات هو التباين بين روعة ودقة التحف الفنية الكاملة المنتجة، والطابع البدائي للمواد والأدوات المستعملة، وما يزيد من حيرة المتمعّنين لهذه التحف الفنية أن بساطة الآليات المستعملة تتماشى تماماً مع التقنيات المتبعة من عصور، فالأمر هنا يتعلق بمهارة وحرفية ودراية بقواعد الصنعة، هذه المهارة التي هي باكورة ونتاج مراحل من التعلم والتتلمذ.
```
هذه الحرفة تنتقل من الأب إلى الابن، من 
المعلم
 إلى التلميذ داخل ورشات العمل العائلية حيث أن التعلم يبدأ من الصغر، فالمبتدئ يتدرج في تنفيذ المهام الأكثر سهولة وهو يتابع ويلاحظ ما يصنع حوله ثم ينتقل تدريجياً إلى كل مراحل الصناعة من الأقل أهمية إلى التي لها قيمة عالية قبل أن يصبح معلماً خبيراً بالصنعة ومرجعاً لها.
```

لذلك فكل معلم يكون عادة تحت إمرته مجموعة من الصناع على علم تام بما يقومون به لأنه تدرج في كل مراحل الصنعة قبل أن يصبح هو الأستاذ.

## المواد المستعملة
إن طين مدينة فاس الذي يدخل في تركيبة مربعات الزليج يستخرج على شكل كتل تغطس في صهاريج تسمى "الزوبا" مدة يوم وليلة، بعد ذلك يقوم العامل بعجنه بيده ورجله ليلة ويمزجه حتى يصبح أملس، ثم يقوم بدقه وتقطيعه ثم يمدد في الشمس، يسطح بواسطة مطرقة ثم يملس، بعد ذلك وعلى لوح خشبي يتم تقسيمه بقوال مربعة بطول 10x10 سم لتركها تجفف في الشمس في زمن يختلف حسب حالة الطقس، وحين تجف يتم إدخالها إلى الفرن للمرة الأولى.
بعد هذه المرحلة يتم غطس واجهة المربع بسرعة في مزيج من طلاء قبل أن ندخلها إلى الفرن للمرة الثانية لنحصل بعد للنار على ألوان مختلفة: أبيض – أسود – أزرق – أخضر – أصفر – بني...
أثناء حرق المربعات، يتغير لون الطلاء الذي وضعناه والذي يتكون من الرصاص والرمل ليعطي لونا مغايرا وذلك راجع لأوكسيد خاص.
إن المزيج رصاص + رمل + أوكسيد الذي يوجد مطحون ومذوب في الماء لتغطس فيه بدقة ومهارة المربعات قبل أن تدخل إلى الفرن للمرة الثانية والذي تصل درجة حرارته إلى 800 درجة وذلك ليت تثبيت اللون على قطعة الزليج.
هذا الفرن ذو طابع خاص بحيث يتم إحماؤه من الأسفل ويتم وضع المربعات للحرق بترتيب معين. في الأسفل نجد الألوان التي تتحمل حرارة كبيرة مثل المربعات البيضاء وفي الأعلى نجد المربعات التي لا تتحمل الحرارة مثل الخضراء، كما يمكننا أن نضع في فرن واحد مربعات من لون واحد وهذا ما يجعلنا لا نعطي أهمية دائما لحساسية بعض الألوان من الحرارة.
وعد أربعة وعشرين ساعة نخرج المربعات من الفرن وتتم مراقبتها وتصنيفها حسب الألوان.

## التقطيع
إن تقطيع الزليج وتركيبه في لوحات يعتبر من أهم المراحل في صناعة الزليج المغربي ومنه يستمد خصوصيته فبمساعد أنموذج يقوم الصانع برسم برشم هذا الأخير على المربع ويحاول أن يرسم أكبر عدد ممكن من القطع وذلك بإدخال الخطوط المحورية الواحدة في الأخرى وذلك حتى لا تهدر المادة الأولية الغالية نظرا لأنها نتاج عمل طويل.
فعلى منضدة صغيرة بطول 40 سم يقوم الصانع بتحضيرها والتي تتكون من مواد بسيطة (آجور في غالب الأحيان يتم ترصيفه وتلميسه بالجبس) توجد بهذه المنضدة مواد حادة وصلبة من الحديد أو الرخام. يضع عليها الصانع المربع المهيأ وبمساعدة مطرقة حديدية خاصة حادة من الجانبين تسمى"المنقاش" يقوم بتقطيع الأشكال المرسومة سلفا على المربع.
القطعة الصلبة الموجودة بالمنضدة تضمن عدم تحطم المربعات وبذلك تكون عملية التكسير سهلة.
يقوم الصانع النقاش يقوم بتحريك المربع بطريقة تسهل عليه طرقه متبعا الخطوط المرسومة عليه وباليد الأخرى يمسك المطرقة أو المنقاش الذي يكسر به المربع.
يعد التكسير ثاني مرحلة البرد للقطع الصغيرة أو ما يصطلح عليه لدى الصناع "بالتخلاص" هذه القطع يتم بردها بشكل مائل لنحصل على سطح من الإسمنت عند وضعها بشكل مقلوب.

## التركيب
التركيب على نوعين الفرغ أو الفرش، بعد التكسير والنحت ترتب القطع حسب الشكل واللون، فالصانع الفرّاغ يقوم بوضعها الواحدة تلو الأخرى بشكل مقلوب «الجهة الملونة إلى الأسفل» على أرضية ملساء تسمى «اللوح» والتي تسطر لترشد الصانع في عملية إنشاء الشكل المطلوب. هذه العملية مهمة لكونها تساهم في عدم السهو والخطأ ذلك أنه في بعض الأحيان تتشابه بعض الأشكال مع اختلاف الألوان ولا يمكن التمييز لأن القطع مقلوبة.
يقوم الصانع بإدخال القطع الصغيرة بعضها في بعض ليشكل اللوحة. فهو يعمل دون أن يرى الألوان أو أن يتبع خطا أو محيط دائرة مرسومة على الأرض فهو يعتمد فقط على خبرته ومهارته وتركيزه.
حين تأخذ قطع الزليج الصغيرة شكلها النهائي وبعد التركيب وجمع القطع الضغيرة على «اللوح» يقوم الصانع برشها بمزيج من الجبص والاسمنت الذي يعمل على ضم وتثبيت هذه القطع بعضها ببعض. بعد هذه العملية يقوم الصانع بصب مزيج الاسمنت والرمل والماء على هذه اللوحة ويتركه يجف وبعد ذلك تعتير اللوحة جاهزة للمرحلة النهائية وهي أن تأخذ مكانها على الجدار أو فوق بوابة في ضريح أو قصر أو منزل بسحب ما وضعت من أجله.

## معرض صور

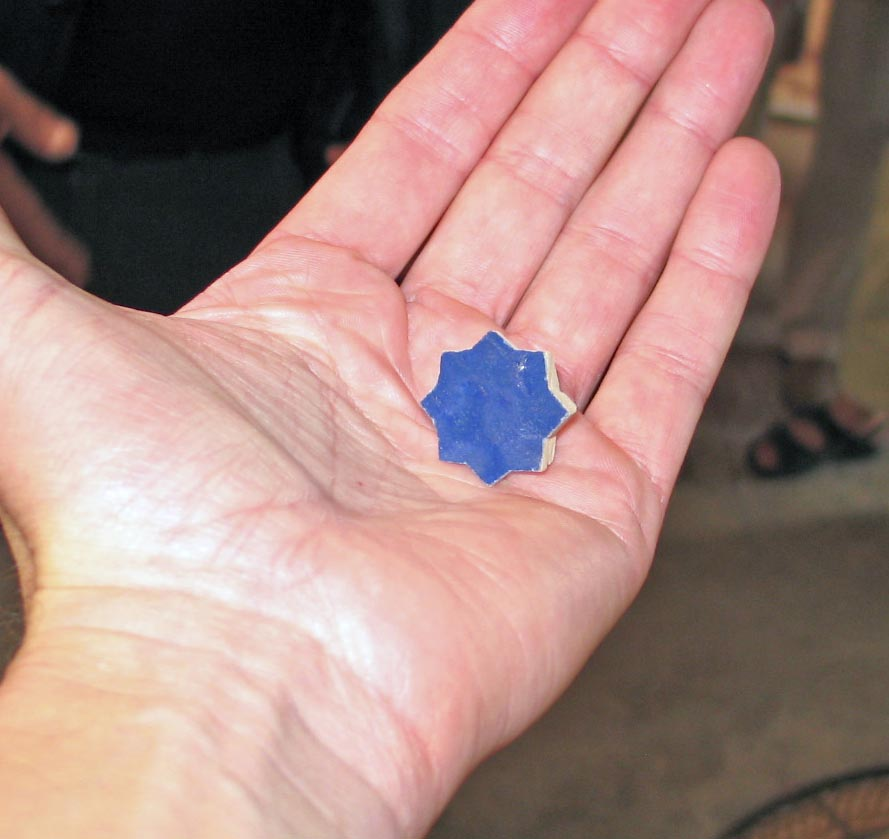
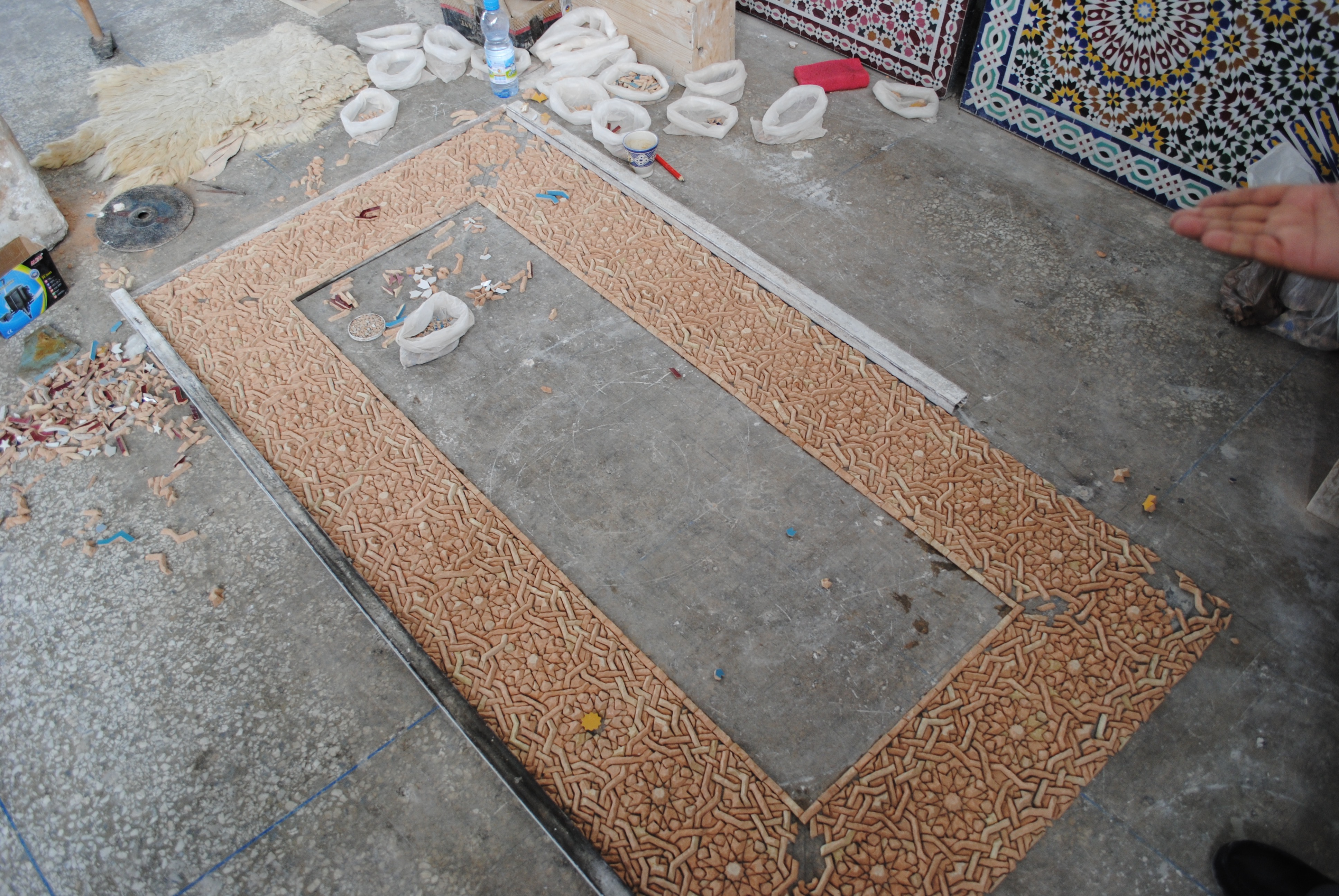
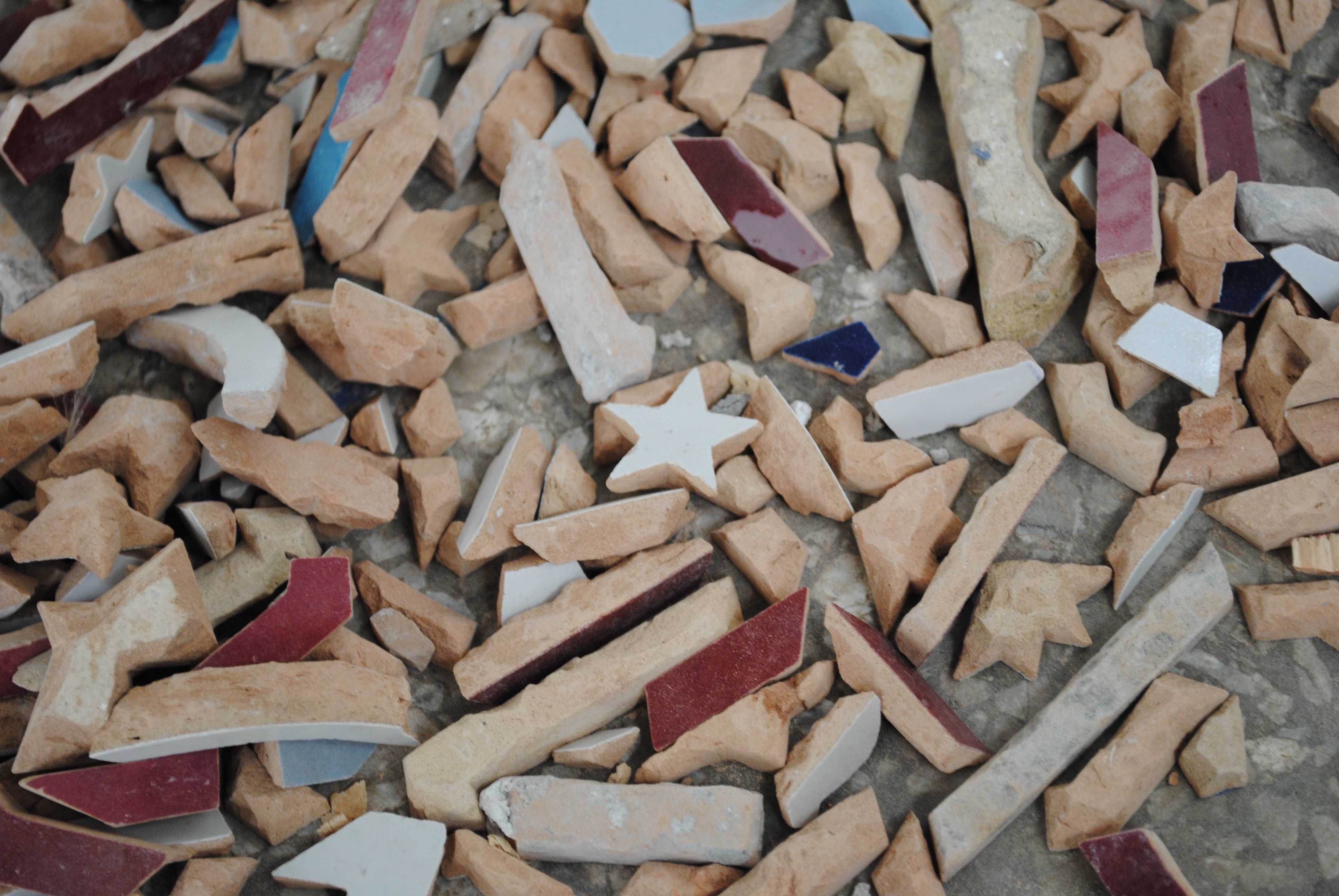
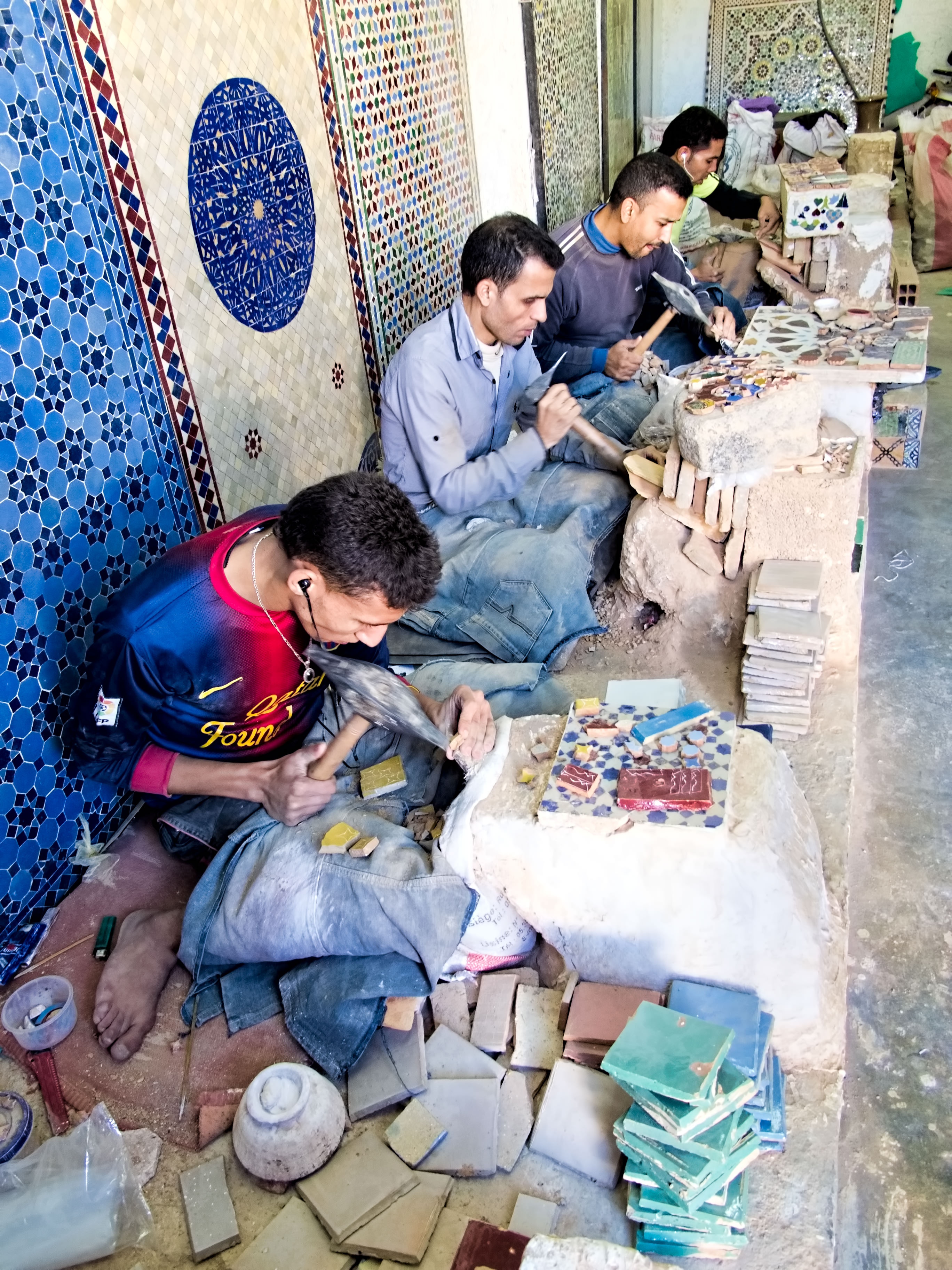